# Risoluzione 1481 del Consiglio d'Europa
La risoluzione 1481 dell'Assemblea parlamentare del Consiglio d'Europa approvata il 25 gennaio 2006 durante la sua sessione invernale, richiama l'attenzione

## Testo
L'Assemblea Parlamentare del Consiglio d'Europa, nel documento "Sulla necessità di una condanna internazionale dei crimini dei regimi del totalitarismo comunista" (risoluzione 1481 del 25 gennaio 2006) dichiara che "la pubblica consapevolezza dei crimini commessi dai regimi totalitari comunisti è molto scarsa. Partiti comunisti sono legali e attivi in alcuni paesi, anche se in alcuni casi non hanno preso le distanze dai crimini commessi dai regimi totalitari comunisti in passato" e che "l'Assemblea è convinta che la consapevolezza della storia sia una delle precondizioni per evitare simili crimini in futuro. Inoltre, il giudizio morale e la condanna dei crimini commessi svolge un importante ruolo nell'educazione delle giovani generazioni. La chiara posizione della comunità internazionale sul passato può essere di riferimento per le sue azioni future".
Dopo aver ricordato (comma 1) la sua precedente: "risoluzione 1096 (1996) sulle misure da adottare per smantellare l'eredità dei sistemi del totalitarismo comunista", in questa nuova risoluzione l'Assemblea parlamentare condanna, in particolare, (comma 2) "le violazioni di massa dei diritti umani commesse dai regimi del totalitarismo comunista ed esprime solidarietà, comprensione e riconoscimento verso le vittime di tali crimini". Vi si afferma anche che queste violazioni "comprendevano assassinii ed esecuzioni individuali e collettive, la morte nei campi di concentramento, la morte per privazioni, le deportazioni, la tortura, i campi di lavoro e altre forme di terrore fisico di massa."
Stigmatizza, inoltre, che (comma 5) "la caduta di tutti i regimi del totalitarismo comunista nell'Europa centro-orientale non è stata seguita, in tutti i casi, da un'indagine internazionale sui crimini da loro commessi. Inoltre, gli autori di questi crimini non sono stati portati in giudizio dalla comunità internazionale, come successe per i terribili crimini commessi dal nazional-socialismo (nazismo)". "Di conseguenza, c'è una scarsa presa di coscienza pubblica sui crimini del totalitarismo comunista".
Infine, dopo aver ricordato (comma 11) di aver pieno titolo a dibattere l'argomento perché tutti i paesi europei ex-comunisti (ad eccezione della Bielorussia) fanno ormai parte del Consiglio d'Europa, conclude con:
- il comma 12, che "condanna con fermezza i crimini dei regimi del totalitarismo comunista".
- il comma 13, con "l'invito a tutti i partiti comunisti e post comunisti dei suoi stati membri che non l'abbiano ancora fatto, di riconsiderare la storia del comunismo ed il loro stesso passato, prendendo le distanze dai crimini commessi dai regimi del totalitarismo comunista e condannandoli senza ambiguità".
- il comma 14, l'ultimo, affermando "di credere che questa netta presa di posizione della comunità internazionale aprirà la strada ad un'ulteriore riconciliazione. Inoltre, si spera che [la presente Risoluzione] incoraggerà gli storici di tutto il mondo a continuare le loro ricerche per giungere ad una verifica conclusiva ed oggettiva di quanto avvenne".

## Discussione e approvazione
La bozza ha avuto come estensore principale Göran Lindblad (parlamentare svedese e membro della commissione Affari esteri del Consiglio d'Europa) che, insieme ai suoi collaboratori, ha effettuato audizioni:
- a Parigi (14 dicembre 2004) per ascoltare:
  - Stéphane Courtois, direttore del CNRS, redattore di "Communism", autore de Il libro nero del comunismo e promotore di Memento Gulag, ricorrenza annuale in memoria delle vittime della repressione comunista
  - Vladimir Bukovskij, famoso dissidente sovietico ed autore di numerosi libri sul comunismo e promotore di Memento Gulag
  - Toomas Hiio della Fondazione estone per l'investigazione dei crimini contro l'umanità
  - Dariusz Stola, dell'Accademia delle scienze polacca - Istituto di studi politici
  - Wielowieyski, Senatore polacco
  - Gross, parlamentare svizzero
  - Toshev, parlamentare bulgaro
- a Sofia (16 maggio 2005) per ascoltare:
  - i rappresentanti del ministero della giustizia
  - i rappresentanti del comitato parlamentare per la protezione di informazioni classificate
  - il Comitato parlamentare per i diritti umani
  - le organizzazioni non governative Unione dei popoli oppressi, Unione dei popoli oppressi dopo il 9 settembre 1944, Verità, Lega per la protezione dei diritti umani
- a Riga (3 giugno 2005) per ascoltare:
  - Artis Pabriks, Ministro degli esteri
  - Laila Medina, dirigente dell'ufficio pianificazioni del Ministero della giustizia
  - Karlis Dauksts, consigliere del Ministro degli interni
  - le organizzazioni non governative Associazione lettone degli oppressi politici, Memorial, bambini siberiani, associazione dei lettoni orientali,
  - Indulis Zalite, direttore del Centro per la documentazione delle conseguenze del totalitarismo e visita dell'istituto
- a Mosca (16-17 giugno 2005) per ascoltare:
  - alcune organizzazioni non governative
  - i rappresentanti del Centro per la riabilitazione delle vittime delle repressioni politiche e la conservazione delle informazioni del ministero degli interni e visita del centro
  - i rappresentanti dell'Istituto di storia universale dell'accademia delle scienze russa
  - gruppi parlamentari e commissioni della Duma
  - Vladimir Kozolv, direttore dell'archivio federale
  - l'Istituto di storia russa dell'Accademia delle scienze russe

## Risultato delle votazioni
Il 25 gennaio 2006, a Strasburgo, l'Assemblea Parlamentare del Consiglio d'Europa, con 99 sì e 42 no (e 12 astenuti - dei 153 presenti) ha approvato la risoluzione.